# Serie numismática Recursos naturales del Perú
Recursos naturales del Perú es una serie de tres monedas con la denominación de un Nuevo Sol emitidas por el Banco Central de Reserva del Perú con el objeto de destacar la riqueza natural del país y promover la cultura numismática. Al igual que las monedas de la Serie numismática Riqueza y orgullo del Perú, son de curso legal en todo el país.

## Características
La serie numismática Recursos naturales del Perú fue emitida a partir de julio de 2013. Está fabricada en alpaca, presentando los bordes estriados. Su peso unitario es de 7,32 g. y tienen un diámetro de 25,5 mm.
Sus diseños representan los principales recursos que el Perú exporta:
- La anchoveta: Constituye la principal fuente de alimentación de muchas especies que habitan la Corriente de Humboldt. También es el recurso pesquero más grande del mundo, destinado mayormente para la producción de harina y aceite de pescado.[3]
- El cacao: Se cultiva en la amazonía peruana y en los pisos bajos de la vertiente occidental andina, el cual es exportado a las fábricas de chocolate de Estados Unidos, Suiza, Bélgica y Francia.[4]

- La quinua: Contiene aminoácidos esenciales, equiparándose su calidad proteica a la de la leche.[5] Sus granos son altamente nutritivos, superando en valor biológico, calidad nutricional y funcional a los cereales tradicionales, tales como el trigo, el maíz, el arroz y la avena.[6]

## Monedas de la serie
| Anverso            | Reverso                                                                                          | Imagen | Emisión             | Motivo       | Ref.  |
| ------------------ | ------------------------------------------------------------------------------------------------ | ------ | ------------------- | ------------ | ----- |
| Escudo, BCRP y año | Nombre, nombre científico (Engraulis ringens), imagen, iconografía moche y denominación de 1 sol |        | 24 de julio de 2013 | La anchoveta | [ 7 ] |
| Escudo, BCRP y año | Nombre, nombre científico, (Theobroma cacao), imagen y denominación de 1 sol                     |        | 24 de julio de 2013 | El cacao     | [ 7 ] |
| Escudo, BCRP y año | Nombre, nombre científico (Chenopodium quinoa) y denominación de 1 sol                           |        | 24 de julio de 2013 | La quinua    | [ 7 ] |